# Kim Myong-won
Kim Myong-won (ur. 15 lipca 1983) – północnokoreański piłkarz występujący na pozycji napastnika w klubie Amrokgang.

## Kariera
Kim Myong-won od początku swojej kariery związany jest z klubem Amrokgang. W 2003 roku zadebiutował w reprezentacji Korei Północnej. Został powołany do kadry na Mistrzostwa świata 2010. Reprezentacja Korei Północnej próbując obejść przepis o 3 bramkarzach w składzie zarejestrowała Kim Myong-wona jako bramkarza. FIFA oświadczyła jednak, że zawodnik ten nie będzie mógł zagrać w trakcie mistrzostw jako zawodnik z pola.